# زوشتروم
زوشتروم (به آلمانی: Sustrum) یک شهر در آلمان است که در امسلاند واقع شده‌است. زوشتروم ۱٬۲۶۸ نفر جمعیت دارد.